# Charax hemigrammus
Charax hemigrammus är en fiskart som först beskrevs av Eigenmann 1912.  Charax hemigrammus ingår i släktet Charax och familjen Characidae. Inga underarter finns listade i Catalogue of Life.